# Котов, Рейн
Рейн Котов (эст. Rein Kotov; род. 17 февраля 1965, Раазику, Эстония) — эстонский оператор игрового и документального кино.
Окончил операторский факультет Всесоюзного государственного института кинематографии в Москве (1991).
В 2001 году был номинирован на Премию Европейской киноакадемии за работу в фильме «Сердце медведицы».

## Фильмография
- 1998 — Георгики
- 2001 — Сердце медведицы
- 2003 — Сомнамбула
- 2007 — Георг
- 2010 — Шахта № 8
- 2011 — Дом на обочине
- 2013 — Мандарины
- 2015 — 1944
- 2018 — Товарищ ребёнок

## Награды
Награждён эстонским Орденом Белой звезды 4-й степени (2014).
Лауреат Национальной премии Эстонии в области культуры (1999).